# 22 Большой Медведицы
22 Большой Медведицы (лат. 22 Ursae Majoris), HD 82189 — одиночная звезда в созвездии Большой Медведицы на расстоянии приблизительно 162 световых лет (около 50 парсеков) от Солнца. Видимая звёздная величина звезды — +5,77m. Возраст звезды оценивается как около 1,8 млрд лет.

## Характеристики
22 Большой Медведицы — жёлто-белая звезда спектрального класса F5. Радиус — около 2,87 солнечных, светимость — около 10,57 солнечных. Эффективная температура — около 6346 К.